# آریل وینتر
 آریل وینتر (انگلیسی: Ariel Winter؛ زاده ۲۸ ژانویهٔ ۱۹۹۸) یک هنرپیشه و خواننده اهل ایالات متحده آمریکا است. وی از سال ۲۰۰۵ میلادی تاکنون مشغول فعالیت بوده‌است.از مهمترین نقش های وی میتوان به بازی وی در سریال خانواده امروزی،در نقش الکس اشاره کرد.
یکی از مهم‌ترین و شاخص‌ترین فیلم‌هایی که او توانسته است در آن شرکت کند می‌توان به مجموعهٔ کمدی خانوادهٔ امروزی (Modern Family) نام برد که از سال ۲۰۰۹ در حال پخش است که در این فیلم به عنوان Alex Dunphy دختر خانوادهٔ "دنفی" بازی می‌کند و در حال حاضر نیز تهیه می‌شود.
یکی از علایق اریل وینتر نوزادان و کودکان هستند که مهرورزی خاصی به آن‌ها دارد.

## آریل وینتر درخانواده امروزی
اریل وینتر در فیلم خانوادهٔ امروزی به‌عنوان دختر خانوادهٔ "دنفی" (فیل و کلر دنفی) است که به‌عنوان فرزند دوم خانواده و همچنین فرزند باهوش خانواده از آن نام برد.

## گزیده فیلم‌شناسی
فهرست برخی از فیلم‌هایی که آریل وینتر در آن‌ها به‌ایفای نقش پرداخته است:
- بوس بوس بنگ بنگ
- بامبی ۲ (صداپیشه)
- جورج کنجکاو (صداپیشه)
- عصر یخبندان: ذوب (صداپیشه)
- کباب شده
- هورتون صدایی می‌شنود (صداپیشه)
- فاینال فانتزی ۷: ظهور کودکان (صداپیشه)
- پارانورمن (صداپیشه)
- اکراه
- اخراج
- فرد ۲: شبی که فرد زنده شد
- آقای پیبادی و شرمن (صداپیشه)
- ابری با احتمال بارش کوفته قلقلی (صداپیشه)
- مسابقه سرعت
- قاتلین
- نور امن
- خانواده امروزی (مجموعه تلویزیونی)